# Arena Fonte Nova
Die Arena Fonte Nova (offiziell Complexo Esportivo Cultural Professor Octávio Mangabeira) ist ein Fußballstadion im Stadtviertel Nazaré der brasilianischen Stadt Salvador im Bundesstaat Bahia. Es bot zur Fußball-Weltmeisterschaft 2014 Platz für rund 55.000 Zuschauer und steht auf dem Grund des ehemaligen Estádio Fonte Nova (Estádio Octávio Mangabeira), das im Jahr 2010 für den Neubau abgerissen wurde. Heute finden 51.900 Zuschauer Platz in der Arena, davon 2100 auf V.I.P.-Sitzen. Der Namenssponsor ist die Brauereigruppe Grupo Petrópolis mit dem Bier Itaipava. Der Vertrag läuft von 2013 bis 2023. Der Name lautet Itaipava Arena Fonte Nova.
Verantwortlich für den Entwurf ist das deutsche Architekturbüro Schulitz + Partner in Zusammenarbeit mit dem Ingenieurbüro Setepla aus São Paulo.

## Bauarbeiten und Architektur

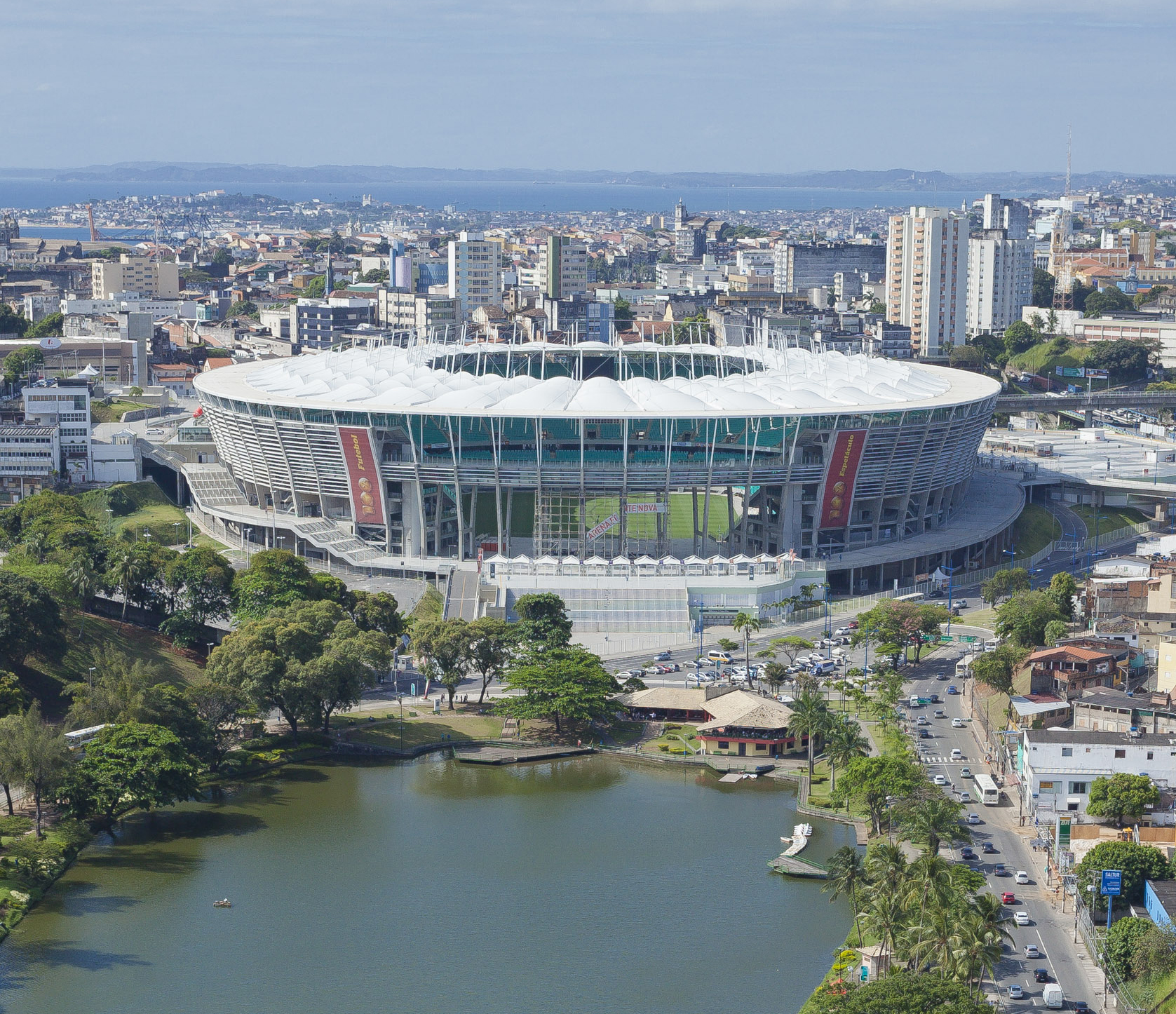
Arena Fonte Nova, Blick vom Dique do Tororó, 2013

Der Entwurf verbindet die Tradition des früheren Stadions mit modernen Elementen neuer Stadien und einer neuen Dachkonstruktion. An der Westseite bleibt die Charakteristik des durch die Hanglage geprägten Stadions erhalten, wobei neue Räumlichkeiten den FIFA-Anforderungen entsprechend geschaffen werden. Während im Norden und Osten Teile der vorhandenen Tribüne wiederverwendet werden, dienen neue Flächen für ein Fußballmuseum und ein Kongresszentrum. Im Süden bleibt die charakteristische Öffnung zum südlich gelegenen See erhalten, um eine gute Durchlüftung des Stadions zu gewährleisten.
Bei der Dachkonstruktion wurde wie schon beim WM-Stadion in Hannover 2006 in Zusammenarbeit mit RFR Stuttgart eine geschlossene Ringkonstruktion entwickelt (Speichenradprinzip). Entscheidend für das extrem materialminimierte Dach ist die Geometrie der Dachhaut und der tragenden Seilringe um den unterschiedlichen funktionalen Anforderungen (Sichtlinien, Sonnenschutz, Entwässerung. Windangriffsfläche, statische Höhe) in optimaler Weise gerecht zu werden. Die Besonderheit der Fonte-Nova-Lösung ist die zwischen den Seilringen angeordnete Dachmembran die von relativ hohen Luftstützen durchstoßen wird. Das Gewicht liegt bei 45 kg/m².
Entsprechend der Empfehlung der FIFA wird die Anlage in Salvador nach Leadership in Energy and Environmental Design (LEED) zertifiziert. Unter anderem wird hierzu Wasserverbrauch durch die Verwendung von Regenwasser reduziert, Beton des abgebrochenen Stadions wiederverwendet, Energieverbrauch des Stadions optimiert, Bauablauf nach Gesichtspunkten der Nachhaltigkeit organisiert und der Primärenergieverbrauch der einzelnen Materialien bewertet.
Die Hufeisenform des Stadions erlaubt nicht nur eine gute Durchlüftung, sondern ermöglicht eine ganzjährige Nutzung des Stadions für verschiedenste Veranstaltungen: Auch während der Fußballsaison ist auf der freien Fläche der südlichen Öffnung der Auf- und Abbau einer Bühne für Konzerte und Theater möglich, so dass Konzertveranstaltungen unabhängig von der Fußballsaison ständig stattfinden können. Das schwebende Restaurant über der südlichen Öffnung kann täglich genutzt werden.

## Geschichte
Am 5. April 2013 wurde das Stadion von der damaligen Staatspräsidentin Dilma Rousseff mit einem symbolischen Anstoß eingeweiht. Zwei Tage später trafen zum Ba-Vi-Derby die Vereine EC Bahia und EC Vitória zusammen. Vitória gewann mit 1:5.
Im Mai 2013, knapp drei Wochen vor Beginn des Konföderationen-Pokals, riss nach starken Regenfällen ein kleiner Teil der Dachhaut ein und einige Teile fielen aus der Konstruktion herab.
Die Arena Fonte Nova war Spielort des FIFA-Konföderationen-Pokals 2013 sowie der Fußball-Weltmeisterschaft 2014. Sie war außerdem einer der Austragungsorte für die Fußballturniere der Olympischen Sommerspiele 2016 in Rio de Janeiro.

## Spiele der Fußball-Weltmeisterschaft 2014

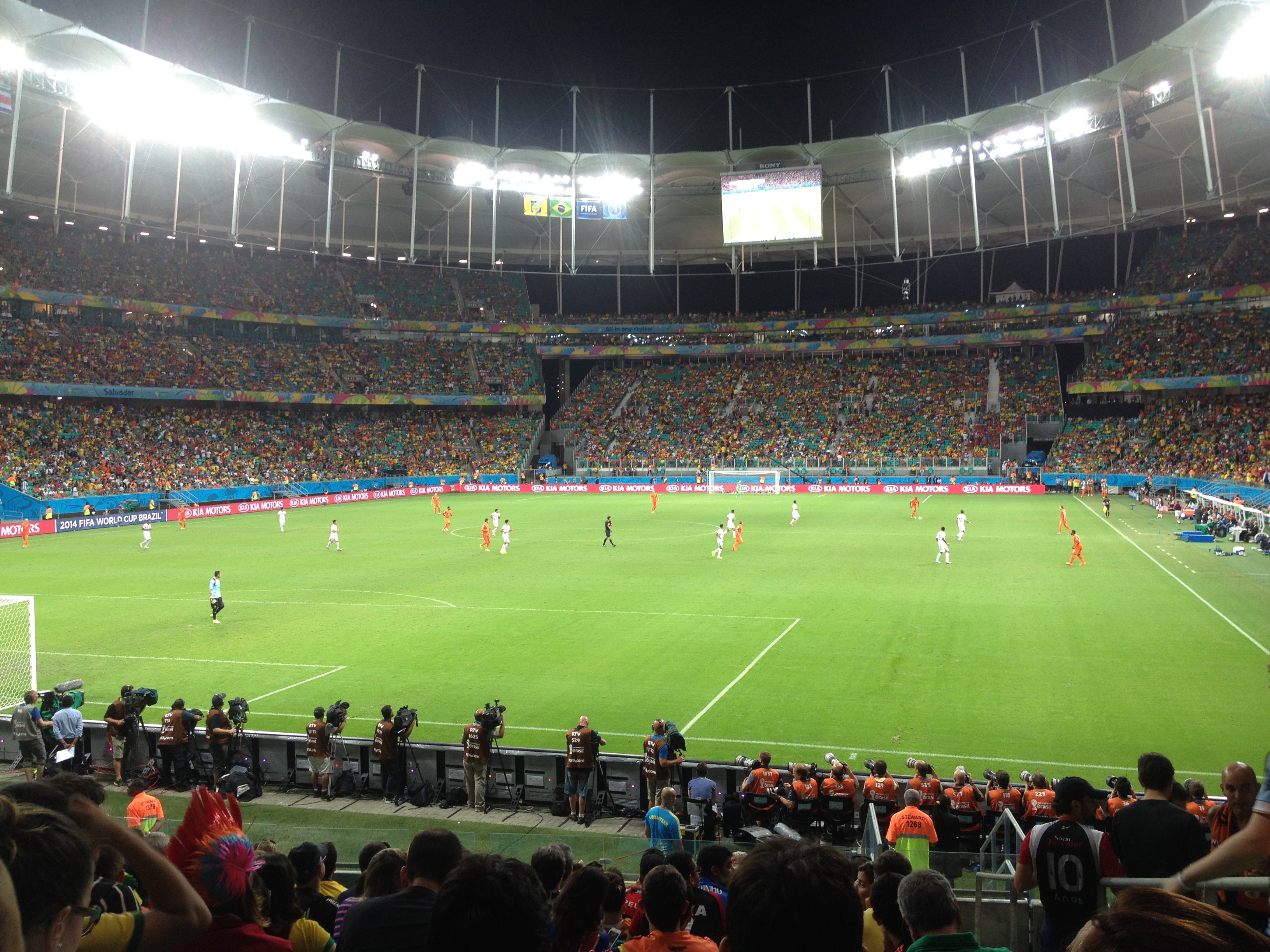
Innenansicht während des WM-Viertelfinals zwischen den Niederlanden und Costa Rica

Während der Weltmeisterschaft fanden sechs Spiele im Stadion statt.
|                                                                   |   |             |                      |
| Fr., 13. Juni 2014 um 16:00 Uhr (21:00 Uhr MESZ) – Gruppe B       |   |             |                      |
| Spanien                                                           | – | Niederlande | 1:5 (1:1)            |
| Mo., 16. Juni 2014 um 13:00 Uhr (18:00 Uhr MESZ) – Gruppe G       |   |             |                      |
| Deutschland                                                       | – | Portugal    | 4:0 (3:0)            |
| Fr., 20. Juni 2014 um 16:00 Uhr (21:00 Uhr MESZ) – Gruppe E       |   |             |                      |
| Schweiz                                                           | – | Frankreich  | 2:5 (0:3)            |
| Mi., 25. Juni 2014 um 13:00 Uhr (18:00 Uhr MESZ) – Gruppe F       |   |             |                      |
| Bosnien und Herzegowina                                           | – | Iran        | 3:1 (1:0)            |
| Di., 1. Juli 2014 um 17:00 Uhr (22:00 Uhr MESZ) – Achtelfinale 8  |   |             |                      |
| Belgien                                                           | – | USA         | 2:1 n. V. (0:0, 0:0) |
| Sa., 5. Juli 2014 um 17:00 Uhr (22:00 Uhr MESZ) – Viertelfinale 3 |   |             |                      |
| Niederlande                                                       | – | Costa Rica  | 0:0 n. V., 4:3 i. E. |